# Giovanni Bernardino Nanino
Giovanni Bernardino Nanino, auch Giovanni Bernardino Nanini, (* um 1560 in Vallerano; † 1623 in Rom) war ein italienischer Kapellmeister und Komponist.

## Leben
Er erhielt seine musikalische Ausbildung bei seinem älteren Bruder Giovanni Maria (um 1545–1607) und wirkte danach in Rom und in Damaso als Kapellmeister.
Gemeinsam mit seinem Bruder war er ein sehr einflussreicher Lehrer, wenn auch die angebliche Gründung der ersten öffentlichen Musikschule Roms durch ihn und seinen Bruder inzwischen in Zweifel gezogen wird. Zu den Schülern, die er zum Teil auch gemeinsam mit seinem Bruder unterrichtete, gehören Felice Anerio, Gregorio Allegri und Domenico Allegri, Vincenzo Ugolini, Antonio Cifra, Domenico Massenzio, Paolo Agostini und Alessandro Costantini.
Er schuf etliche Madrigale und Motetten sowie weitere geistliche Vokalwerke. Dabei ist festzustellen, dass er sich stilistisch mehr und mehr von Palestrinas Einfluss freimachte, der das Werk seines Bruders noch fast ausschließlich bestimmt hatte.